# Cendejas de la Torre
Cendejas de la Torre – gmina w Hiszpanii, w prowincji Guadalajara, w Kastylii-La Mancha, o powierzchni 14,27 km². W 2011 roku gmina liczyła 38 mieszkańców.